# カブトニオイガメ
カブトニオイガメ（兜匂亀、学名：Sternotherus carinatus）は、ドロガメ科ニオイガメ属に分類されるカメ。

## 分布
模式標本の産地（模式産地）はニューオーリンズ周辺（ルイジアナ州）。
アメリカ合衆国（アーカンソー州南部、オクラホマ州南東部、テキサス州東部、ミシシッピ州、ルイジアナ州）

## 形態
最大甲長16cmとニオイガメ属最大種。メスよりもオスの方がやや大型になる。背甲は上から見ると俵型。椎甲板や肋甲板の後部が、その後ろにある甲板の前部と重なる。椎甲板には筋状の盛り上がり（キール）が非常に発達する。種小名carinatusは「脊梁のある」の意で、英名は「カミソリのような背中」の意。後部縁甲板の外縁は弱く鋸状に尖るか、突起が消失し滑らか。背甲の色彩はオレンジ色や明褐色で、放射状に暗褐色の筋模様が入る。加齢に伴い色彩は暗くなり、暗色斑は不明瞭になる。腹甲には喉甲板がない。腹甲の色彩は黄色や黄褐色一色。
頭部は大型だが、大型個体ではさらに頭部が巨大化（巨頭化）することもある。
卵は長径2.4-3.3cm、短径1.4-1.8cmの楕円型で、硬い殻で覆われる。孵化直後の幼体は甲長2.3-3.1cm。幼体は椎甲板や肋甲板の重なる部分が大きく、縁甲板の突起がより明瞭。また体色が鮮やかで、暗色斑が明瞭。オスはメスに比べ、背甲が扁平で細長い。

## 生態
底質が泥や砂、腐食質などのように柔らかく、水生植物が繁茂する流れの緩やかな河川や池沼などに生息する。薄明薄暮性。夏季に気温が高いときは夜間に活動したり、水深の深い場所に潜りあまり活動しなくなる。逆に気温が低い時は昼行性傾向が強くなり、属内でも日光浴も行うことが多くなる。これは甲高が高く体温を上昇させるのに時間がかかるためと考えられている。冬季には水辺の横穴や水中の倒木や堆積物の中などで冬眠するが、分布域南部の個体群は周年活動する。
食性は動物食の強い雑食で、魚類、昆虫、甲殻類、貝類、両生類、動物の死骸、藻類などを食べる。
繁殖形態は卵生。繁殖期になるとオスは総排泄腔周囲の臭いを嗅いで雌雄を確認し、メスに対しては体側面に吻端を擦りつけて求愛する。またメスに噛みついて動きを止めようとしたり、周囲を徘徊する。メスがオスを受け入れるとメスの上に乗り交尾する。4-6月に1回に1-6個の卵を年に1-2回に分けて産む。卵は100-139日で孵化する。オスは甲長10-12cm（生後5-6年）、メスは甲長10cm（生後4-5年）で性成熟する。

## 人間との関係
ペットとして飼育されることがあり、日本にも輸入されている。野生個体、飼育下繁殖個体共に流通する。アクアテラリウムで飼育される。属内でも日光浴を行う事が多いため、陸場を設けると日光浴も行う個体もいる。屋内で飼育する場合は局所的で水に強い暖房器具などを陸場や浅瀬に照射し体温を上げることのできる環境を作る。野生個体は餌付きにくい個体もいるが、飼育下では人工飼料や乾燥飼料に餌付く個体が多い。属内でも性質が荒く協調性に欠けるため、基本的には単独で飼育する。

## 画像

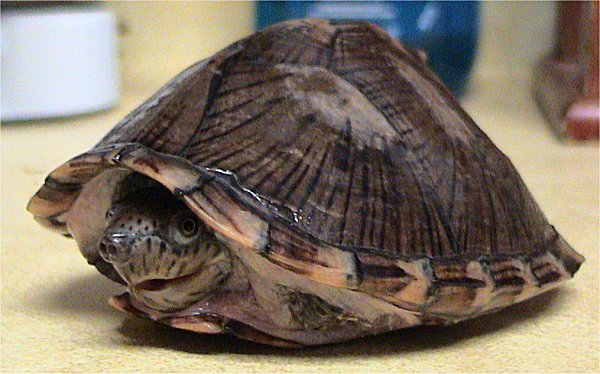
幼体